# Enclisis balcanica
Enclisis balcanica là một loài tò vò trong họ Ichneumonidae.